# Мария Анна Катарина Рутовская
Мария Анна Катарина Рутовская (1706 — 1746) — польская дворянка. Внебрачная дочь польского короля Августа II Сильного и его любовницы, турчанки Фатимы, известной как Мария Анна фон Шпигель.

## Биография
Катарина была вторым ребенком от связи Августа II и Фатимы; её старший брат Фредерик Август родился четырьмя годами ранее.
Вскоре после рождения Фридриха Августа король женился на Марии Анне со своим камергером Иоганном Георгом (фон) Шпигелем, но она осталась его любовницей. Катарина родилась в этом браке и в первые годы жизни по закону носила имя Мария Анна Катарина фон Шпигель.
В 1715 году умер её отчим Иоганн Георг Шпигель; её мать Фатима пережила его всего на пять лет.
Август II взял на себя опеку над своими детьми, но признал и узаконил их только в 1724 году и получил титул графа и графини Рутовских.
Нынешняя графиня Рутовская была выдана отцом замуж 1 октября 1724 года за польского дворянина графа Михала Белинского. Брак сразу же распался, и через восемь несчастных лет, в начале 1732 года, они развелись.
В 1737 году Катарина повторно вышла замуж, на этот раз за сабаудского аристократа на саксонской службе, графа Клода Мари де Бельгард и д'Антремон (1700-1755). От этого брака у неё родилось двое детей: сын Мориц де Бельгард (1743–1792), генерал-лейтенант службы Саксен, и дочь Фредерика Августа Мария де Бельгард, названная в честь её бабушки и дедушки по материнской линии, вышедших замуж за Франсуа Себастьяна де Шеврона. -Виллетт, прозванный графом де Виллеттом, 27 апреля 1779 года. Брак был бездетным.
Вопреки тому, что написано в нескольких произведениях, она не умерла в 1746 году. Фактически с 1746 по 1752 год она находилась в Турине со своим мужем графом Бельгардом и была послом Саксонии.